# سلافوتا
سلافوتا هي مدينة من مدن أوكرانيا. يبلغ عدد سكانها 35442 نسمة وذلك حسب إحصائيات سنة 2011. تبلغ مساحتها 20 كم².

## معرض صور

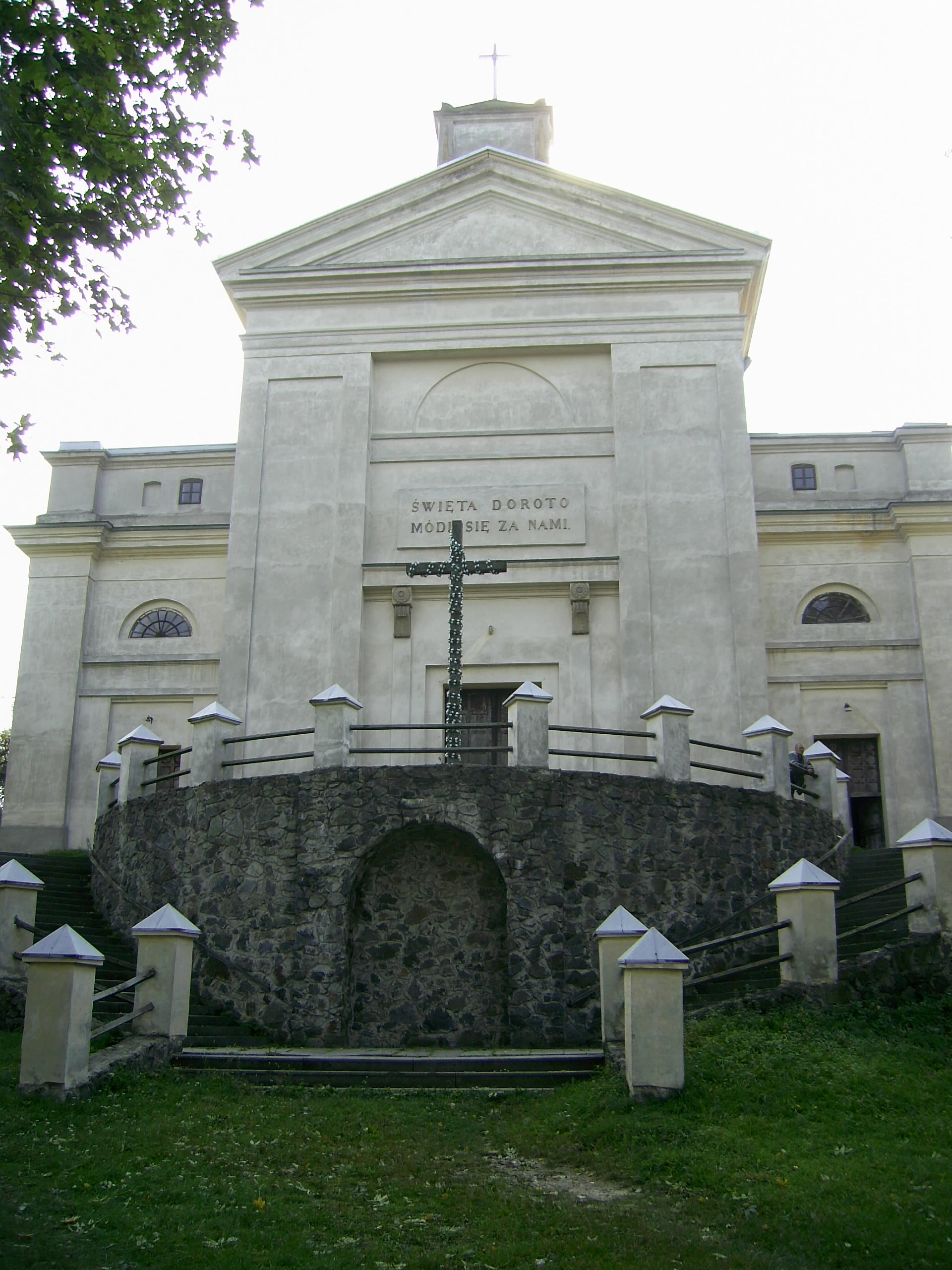
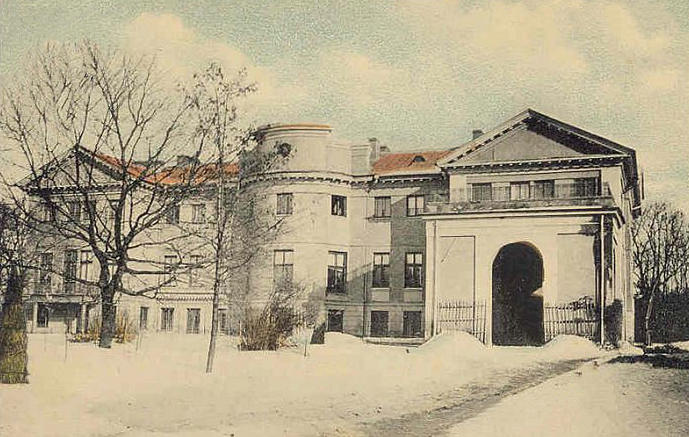
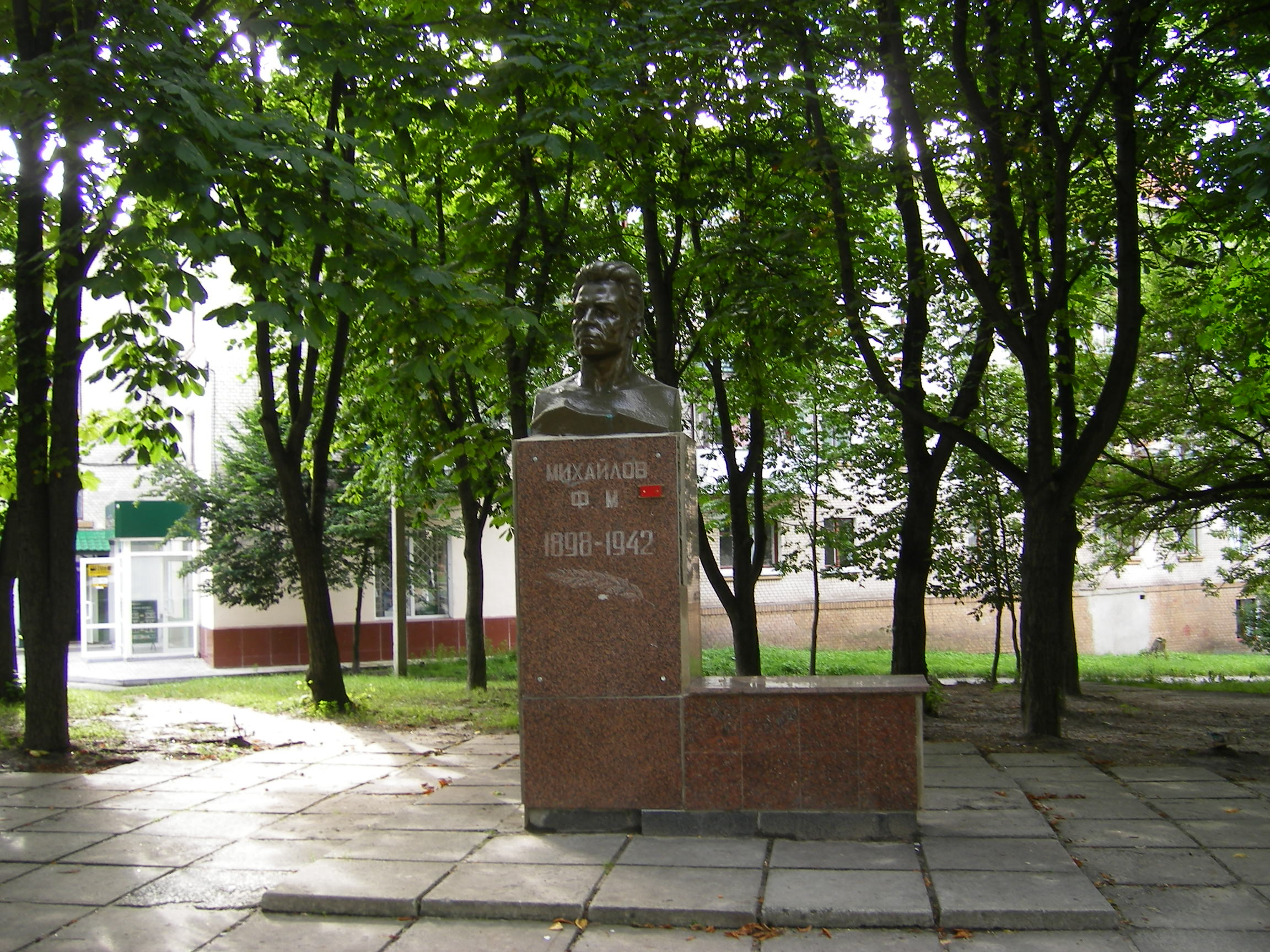
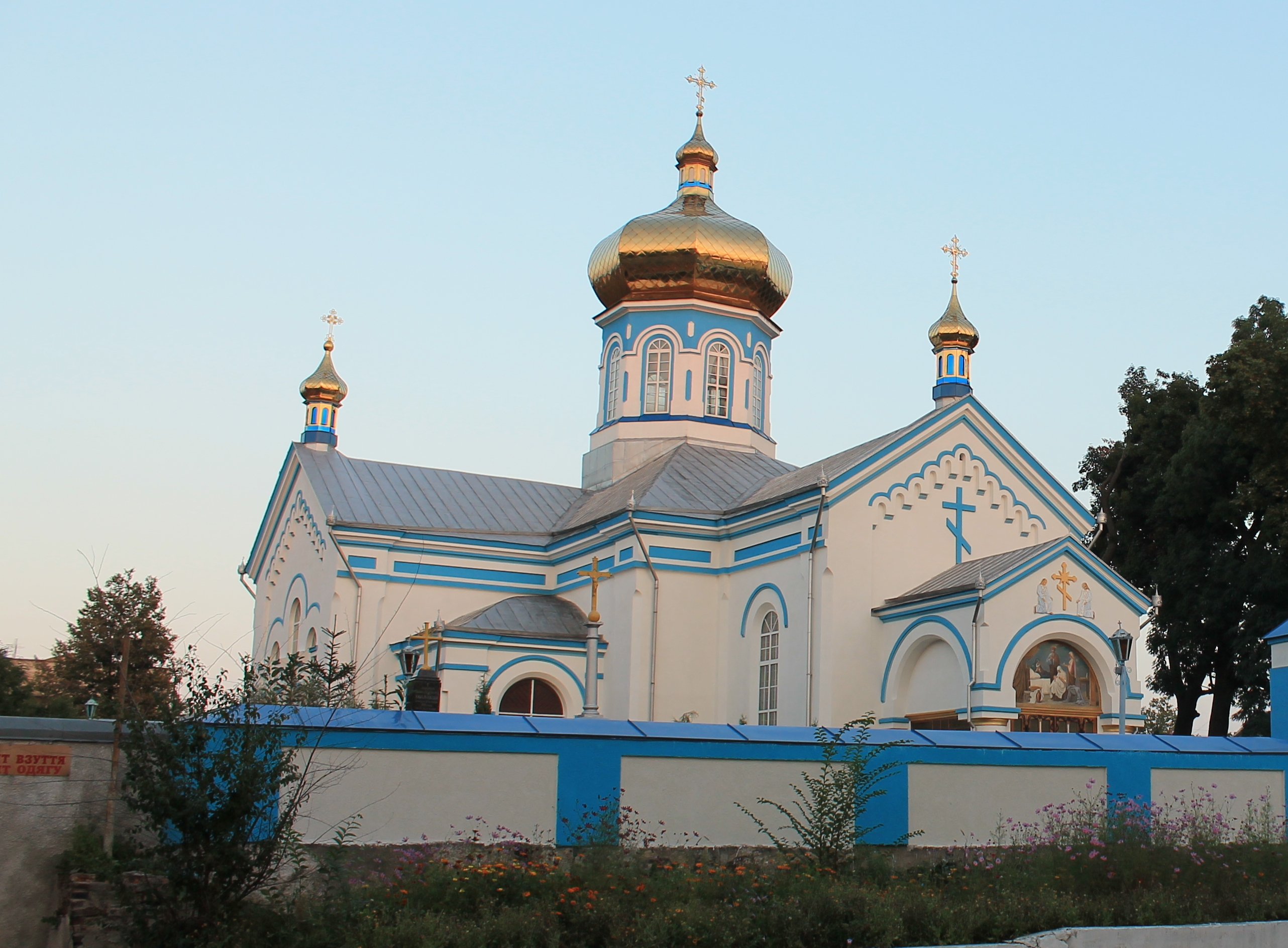
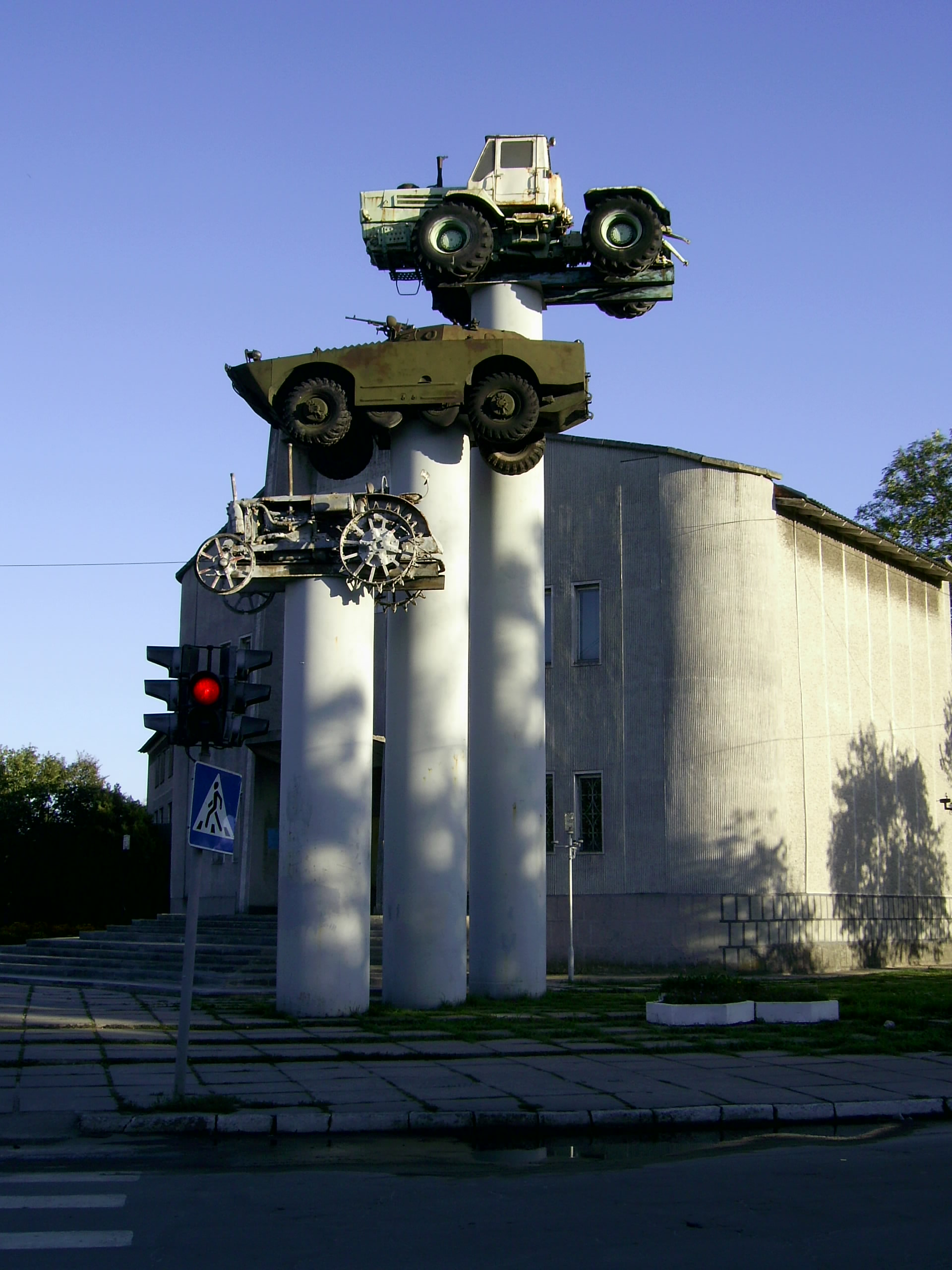
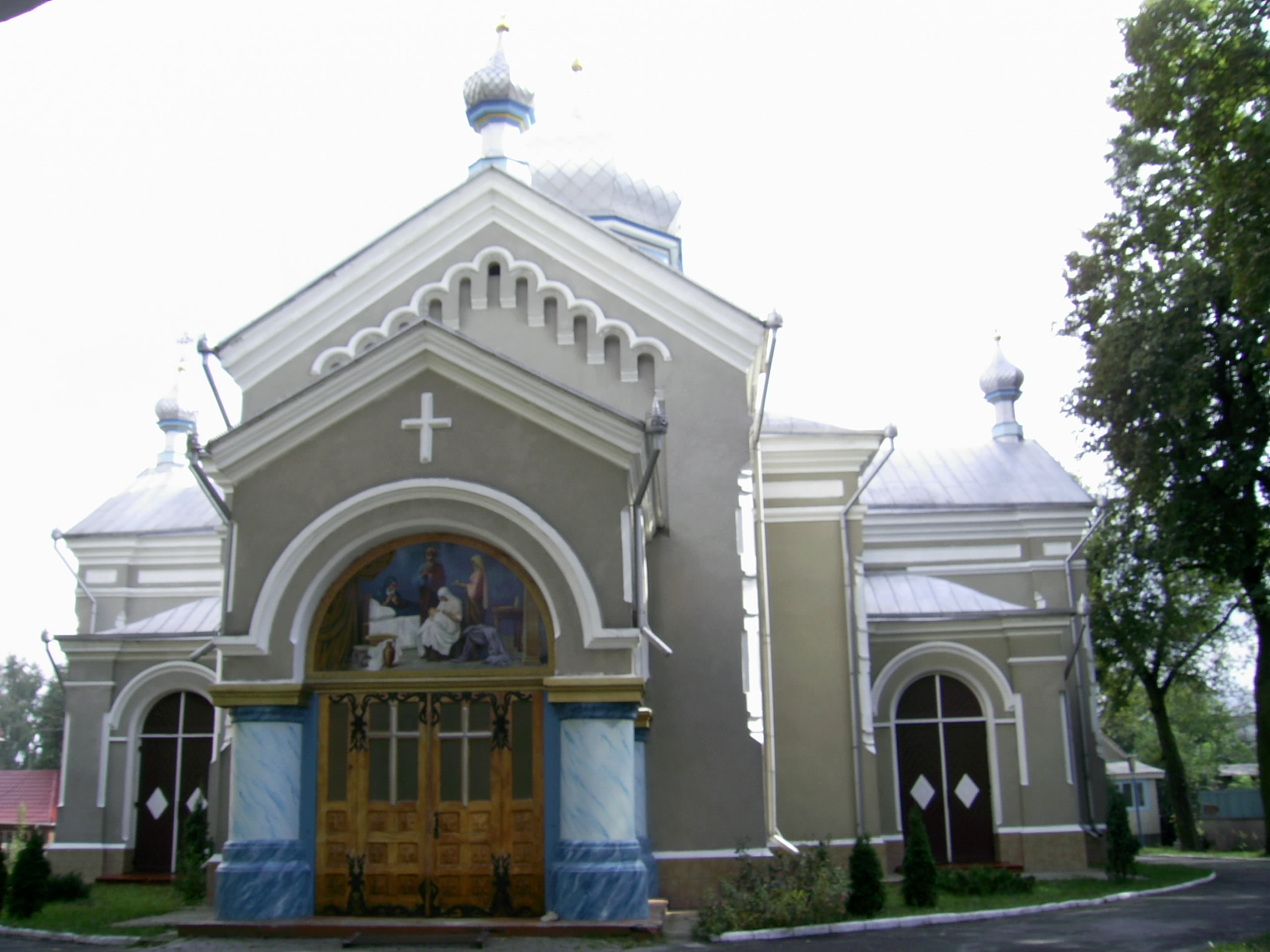

## وصلات خارجية
- الموقع الرسمي